# Joannes Benedictus De Schoesitter
Joannes Benedictus de Schoesitter (Hamme, 18 juni 1735 - Moerzeke, 1837) was een oratoriaan en geestelijke uit het bisdom Gent.
De Schoesitter was lid van het convent in Sint-Niklaas, waar hij tussen 1756-1763 pastoor was. Hij werd in 1746 lid van de Broederschap H. Naam van Jezus.
Na de verdrijving van de oratorianen uit Sint-Niklaas verhuisde hij naar Moerzeke, waar hij van de bisschop een nieuwe benoeming kreeg. In Moerzeke was hij betrokken bij de bouwcampagne aan de Sint-Martinuskerk en stichtte hij een armenschool. In 1835 werd zijn honderdste verjaardag gevierd: de grootse feestelijkheden, die werden opgeluisterd door dichter Prudens van Duyse brachten ruim 30.000 mensen naar Moerzeke.
Voor zijn verdienste werd hij opgenomen in de Leopoldsorde.
Hij werd in 1837 begraven op 102-jarige leeftijd.